# گمیچی (فیلم)
گَمیچی فیلمی به کارگردانی مجید اسماعیلی و نویسندگی مشترک مجید اسماعیلی ، امیرمحمد عبدی و تهیه‌کنندگی جواد قلی‌زاده محصول سال ۱۳۹۴ است.

## خلاصه داستان
گَمیچی روایتگر داستان نوجوانی به نام حسن است که سعی دارد کشتی به گل نشسته پدرش که در دریاچه ارومیه قرار دارد را برای روز تولد او احیا کند که در این راستا با معضلات و مشکلات بسیاری مواجه می‌شود.

## بازیگران
- مهدی مهاجری
- مجید دریس
- یوسف خداپرست
- یوسف صفری بختیاری
- حمیده مقدس زاده

## نمایش
فیلم "گمیچی" علاوه بر نمایش های داخلی در ایران، در جشنواره فیلم بروکلین در آمریکا، جشنواره فیلمهای ایرانی در زوریخ، سوییس و جشنواره سینِکید در آمستردام، هلند ، جشنواره آوانکاه در پرتغال نیز به نمایش درآمده است.

## جوایز
دریافت پروانه زرین بهترین کارگردانیِ بخش بین‌الملل از بیست و نهمین جشنواره بین‌المللی فیلمهای نوجوان.
دریافت پروانه زرین بهترین فیلمِ بخش بین‌الملل از بیست و نهمین جشنواره بین‌المللی فیلمهای نوجوان.
دریافت پروانه زرین بهترین بازیگر از بیست و نهمین جشنواره بین‌المللی فیلمهای نوجوان.
دریافت غزال زرین بهترین کارگردانی از پنجمین جشنواره بین‌المللی فیلم سبز.
دریافت تندیس بهترین فیلمبرداری از نوزدهمین جشنواره بین‌المللی فیلم بروکلین ۲۰۱۶
کاندید بهترین فیلم و بهترین کارگردانی از نخستین جشنواره فیلم سلامت.
دریافت تندیس یاس زرینِ بهترین کارگردانیِ بخشِ بین‌الملل از چهارمین جشنواره بین‌المللیِ فیلم یاس.
دریافت تندیس یاس زرینِ بهترین صدابرداری از چهارمین جشنواره بین‌المللیِ فیلم یاس.
دریافت تندیس یاس زرینِ بهترین صداگذاری از چهارمین جشنواره بین‌المللیِ فیلم یاس.
دریافت تندیس یاس زرینِ بهترین بازیگرِ نقشِ اولِ مرد از چهارمین جشنواره بین‌المللیِ فیلم یاس.
دریافت تندیسِ ویژهٔ آیفیک بهترین فیلم از چهارمین جشنواره بین‌المللیِ فیلم یاس.
کاندید بهترین فیلمِ بخشِ بین‌الملل از چهارمین جشنواره بین‌المللیِ فیلمِ یاس
کاندید بهترین فیلمنامه بخشِ بین‌الملل از چهارمین جشنواره بین‌المللیِ فیلمِ یاس
کاندید بهترین کارگردانی از چهارمین جشنواره بین‌المللیِ فیلمِ یاس
کاندید بهترین فیلمنامه از چهارمین جشنواره بین‌المللیِ فیلمِ یاس
کاندید بهترین فیلم از چهارمین جشنواره بین‌المللیِ فیلمِ یاس
کاندید بهترین فیلمبرداری از چهارمین جشنواره بین‌المللیِ فیلمِ یاس
کاندید بهترین موسیقی از چهارمین جشنواره بین‌المللیِ فیلمِ یاس
کاندید بهترین طراحیِ صحنه و لباس از چهارمین جشنواره بین‌المللیِ فیلمِ یاس
کاندیدِ بهترین عکس از چهارمین جشنواره بین‌المللیِ فیلمِ یاس.
دریافت تندیس بهترین کارگردانی از سومین دورهٔ جشنواره بین‌المللیِ مثلثِ طلاییِ هند ۲۰۱۷
دریافت تندیس بهترین بازیگریِ نقشِ اولِ مرد از سومین دورهٔ جشنواره بین‌المللیِ مثلثِ طلاییِ هند ۲۰۱۷
دریافت تندیس بهترین فیلم از بیست یکمین جشنواره بین المللی فیلم اوانکاه پرتغال ۲۰۱۷
دریافت تندیس بهترین فیلمبرداری از بیست یکمین جشنواره بین المللی فیلم اوانکاه پرتغال ۲۰۱۷
دریافت تندیس بهترین دستاورد هنری از جشنوارهٔ بین‌المللیِ " لوکاس " آلمان ۲۰۱۷
دریافت تندیس بهترین کارگردانی از جشنواره بین‌المللیِ لبخند دهلی نو هند ۲۰۱۷
حضور در بخش مسابقه فستیوال بین المللی فیلم خارکف در کشور اکراین  سبتامبر ۲۰۱۷
حضور در بخش مسابقه فستیوال بین المللی فیلم خروس طلایی و صد گل کشور چین سبتامبر ۲۰۱۷